# Хабаровск (Иркутская область)
Хаба́ровск — деревня в Эхирит-Булагатском районе Иркутской области России. Входит в состав Новониколаевского муниципального образования.

## География
Деревня находится на расстоянии 40 км к северо-востоку от посёлка Усть-Ордынский, административного центра района.

## Население
| 2002 | 2010 | 2011 | 2012 |
| ---- | ---- | ---- | ---- |
| 346  | ↘282 | ↘281 | →281 |

### Половой состав
По данным Всероссийской переписи, в 2010 году в деревне проживали 282 человека (139 мужчин и 143 женщины).